# Hensoldt (Unternehmensgruppe)

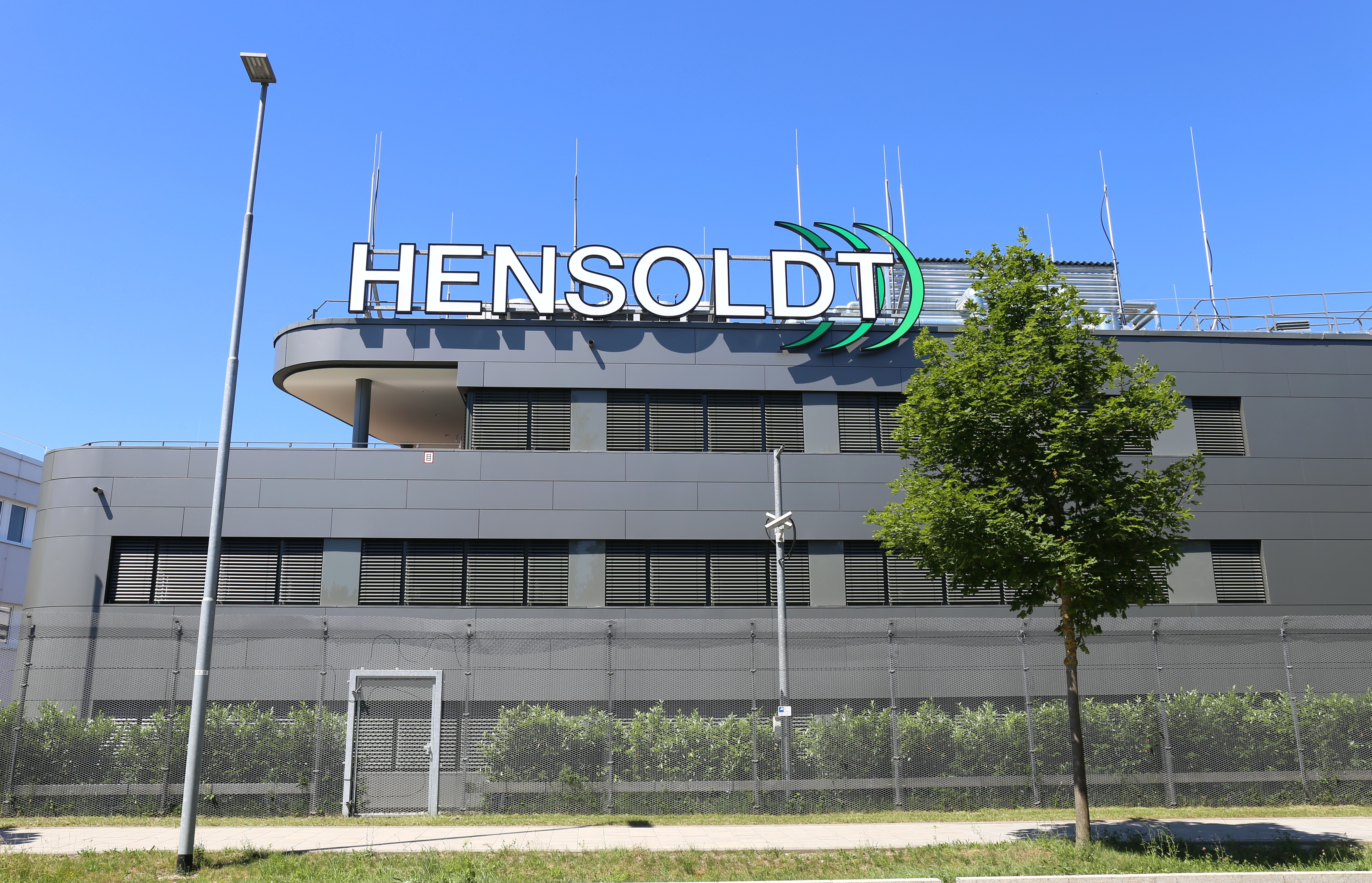
Firmensitz in Taufkirchen

Die Hensoldt AG ist ein börsennotierter Rüstungskonzern mit Sitz in Taufkirchen im Landkreis München.
Er entstand 2017 aus ehemaligen Geschäftsbereichen von Airbus Defence and Space für Sensortechnologie in den Bereichen Verteidigung, Sicherheit, Luft- und Raumfahrt. Hauptproduktbereiche sind Radare und optoelektronische Systeme, elektronische Kampfführung sowie Avionik. Standorte in Deutschland sind unter anderem Ulm, Oberkochen, Wetzlar, Immenstaad, Pforzheim sowie Kiel. Außerhalb Deutschlands ist das Unternehmen vor allem in Frankreich, Südafrika und Großbritannien mit größeren Standorten vertreten.

## Geschichte
Das Unternehmen ging aus der Elektroniksparte des Rüstungsgeschäftes des Airbus-Konzerns hervor. Ende Februar 2017 verkaufte Airbus genau 74,9 % der Anteile an diesem Geschäftsbereich an den US-amerikanischen Finanzinvestor Kohlberg Kravis Roberts & Co. (KKR). Hensoldt kaufte 2018 von Airbus den restlichen Anteil (25,1 %). Das neu gegründete Unternehmen agiert seitdem unter dem Markennamen Hensoldt. Die Wurzeln des Unternehmens liegen in Unternehmen wie AEG, DASA, Dornier, Telefunken, Siemens Sicherungstechnik, Zeiss, Cassidian und Airbus.
Der Name Hensoldt geht zurück auf Moritz Carl Hensoldt (1821–1903), einen deutschen Vorreiter der Optik und Feinmechanik des 19. Jahrhunderts. 1852 gründete er unter eigenem Namen eine optische Werkstatt für Fernrohre, astronomische Geräte und Mikroskope und schuf nach und nach einen der optischen Großbetriebe in Wetzlar. Nach Hensoldts Tod erwarb das Unternehmen Carl-Zeiss-Stiftung im Jahre 1928 die Hensoldt AG (Hauptanteilseigner). Aus dieser Gesellschaft entstanden später die Carl Zeiss Sports Optics, mit optischen Produkten für zivile und jagdliche Anwendungen, sowie die Carl Zeiss Optronics Wetzlar, die nun erneut Betriebsstätte von Hensoldt ist.
Der Fabrikant Carl Hensoldt, der schon 1932 in die NSDAP eintrat, trat als leidenschaftlicher Anhänger der Aufrüstung der Wehrmacht hervor, von der er sich den Wiederaufschwung seines Unternehmens und die Rückgewinnung der Kapitalmehrheit von Zeiss erhoffte.
Im Juni 2017 teilte Hensoldt mit, von der Beteiligungsgesellschaft ECI das britische Unternehmen Kelvin Hughes gekauft zu haben. Der Kauf unterlag kartellrechtlichen Genehmigungen.
Damals war KKR Alleineigentümer der Hensoldt Holding. Am 28. September 2017 meldete Hensoldt den Abschluss des Kaufs.
Die Hensoldt AG kündigte Anfang September 2020 ihren Börsengang an;
dieser fand am 25. September 2020 statt. Die Marktkapitalisierung betrug auf Basis des Ausgabepreises 1,26 Milliarden Euro. Zum 21. Dezember 2020 stieg die Hensoldt-Aktie in den SDAX auf, zum 20. März 2023 in den MDAX.
Im Dezember 2020 beschloss die Bundesregierung (Kabinett Merkel IV), aus sicherheitspolitischen Gründen eine Option zum Kauf von 25,1 % (Sperrminorität) der Hensoldt-Aktien wahrzunehmen.
Im April 2021 erwarb der italienische Rüstungskonzern Leonardo S.p.A. eine Beteiligung in Höhe von 25,1 %.
Am 24. Februar 2022 begannen russische Streitkräfte auf Befehl des russischen Staatspräsidenten Putin einen völkerrechtswidrigen Angriffskrieg auf die Ukraine. Im Rahmen der militärischen Unterstützung durch die Bundesregierung wurden der Ukraine von Hensoldt produzierte TRML-4D-Radare einzeln und als Bestandteil von IRIS-T-Luftverteidigungssystemen geliefert.
Am 2. April 2024 schloss Hensoldt die Übernahme der ESG Elektroniksystem- und Logistik-GmbH ab. Dieses Unternehmen beschäftigte 2023 circa 1.400 Mitarbeiter in Deutschland, den Niederlanden und den USA und erwirtschaftete einen Umsatz von rund 330 Mio. Euro.

## Aktionärsstruktur
(Stand: Dezember 2023)
- Bundesrepublik Deutschland über die Kreditanstalt für Wiederaufbau (KfW): 25,1 %
- Leonardo S.p.A.: 22,8 %
- Streubesitz: 52,1 %

## Produktbereiche

### Radar

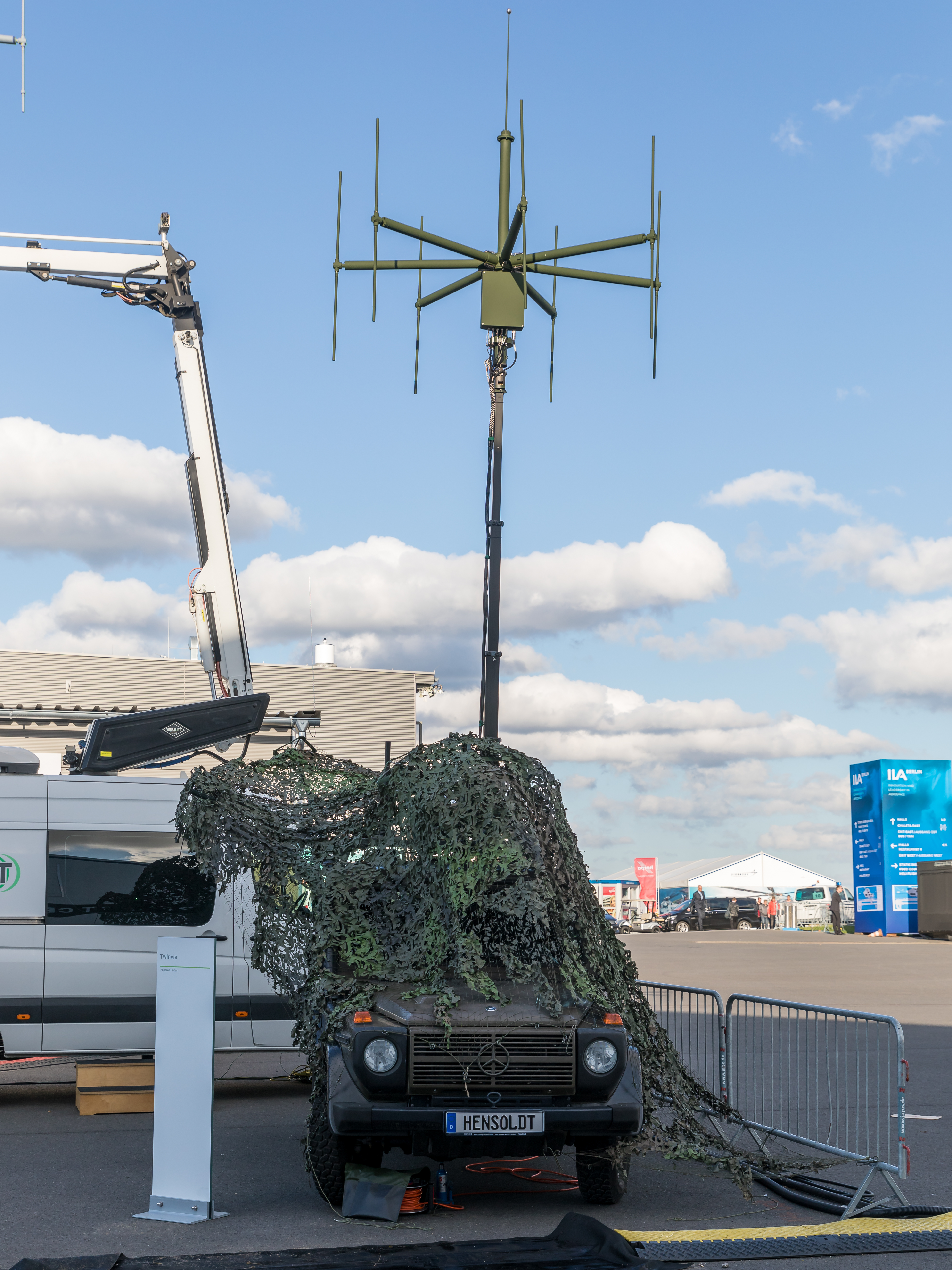
Hensoldt-Passivradar TwInvis, montiert auf einem Wolf

Hensoldt entwickelt und fertigt Radare, die zur Überwachung, Aufklärung, Flugsicherung und Luftverteidigung eingesetzt werden. Diese Systeme werden auf Plattformen wie dem Eurofighter Typhoon, der Fregatte 125 der deutschen Marine, den Littoral Combat Ships der US Navy sowie in bodengebundenen Systemen eingesetzt. Weiterhin hat das Unternehmen unter anderem das Flugverkehrskontrollnetzwerk der Deutschen Luftwaffe mit einer Flächenabdeckung von 1700 mal 1500 Kilometer aufgebaut, rüstet die Fliegerhorste der Bundeswehr mit dem Airport Surveillance Radar(Flugplatz-Überwachungsradar) ASR-S aus und liefert ein komplettes Anflugleitsystem für die Militärflugplätze der Schweiz. Weitere Flugsicherungsradare von Hensoldt sind in Großbritannien, Australien und Kanada unter Vertrag. 
Zudem erhielt Hensoldt im April 2017 einen Auftrag der Deutschen Flugsicherung (DFS) zur Modernisierung ihrer Radar-Infrastruktur. Im Jahr 2022 vergab die DFS dann den Auftrag zur Lieferung von 42 Radar-Anlagen neu, dieses Mal an die spanische Firma Indra.
Produkte sind unter anderem Radargeräte, Freund-Feind-Erkennung, das Artillerieortungsradar COBRA, das Airport Surveillance Radar ASR-S und ASR-NG, EuroRADAR CAPTOR, MSSR 2000I, SPEXER, TRML-3D, TRS-3D und TRS-4D. Hensoldt hat im September 2019 bestätigt, dass das Hensoldt-Passivradarsystem TwInvis im April 2018 zwei F-35-Kampfflugzeuge detektierte, als diese nach der Internationalen Luft- und Raumfahrtausstellung starteten und in die USA zurückflogen.

### Optronik
Hensoldt fertigt optische und optronische Geräte für militärische und zivile Sicherheitsanwendungen. Hauptkomponenten der Geräte sind Tagsichtkameras, Wärmebildgeräte, Restlichtverstärker, Laserentfernungsmesser, Detektoren für laserbasierte Zielmarkierungssysteme, Detektoren für Flugabwehrraketen (Solar-blind-Technologie) und IR-Laser-basierte DIRCM. Die Systeme werden auf diversen Plattformen für Luft-, Land-, See- und Weltraummissionen und zur Infrastruktur- und Grenzraumsicherung eingesetzt. Die optronischen Systeme sind zum Beispiel auf dem Schützenpanzer Puma und dem Kampfpanzer Leopard 2, den U-Booten der Klassen 212 und 209, den Kampfflugzeugen Gripen und Rafale, dem Aufklärungsflugzeug Ahrlac, der Drohne Bayraktar TB2, dem Camcopter, dem Diamond DA42 sowie dem EDRS-A Satellit im Einsatz.

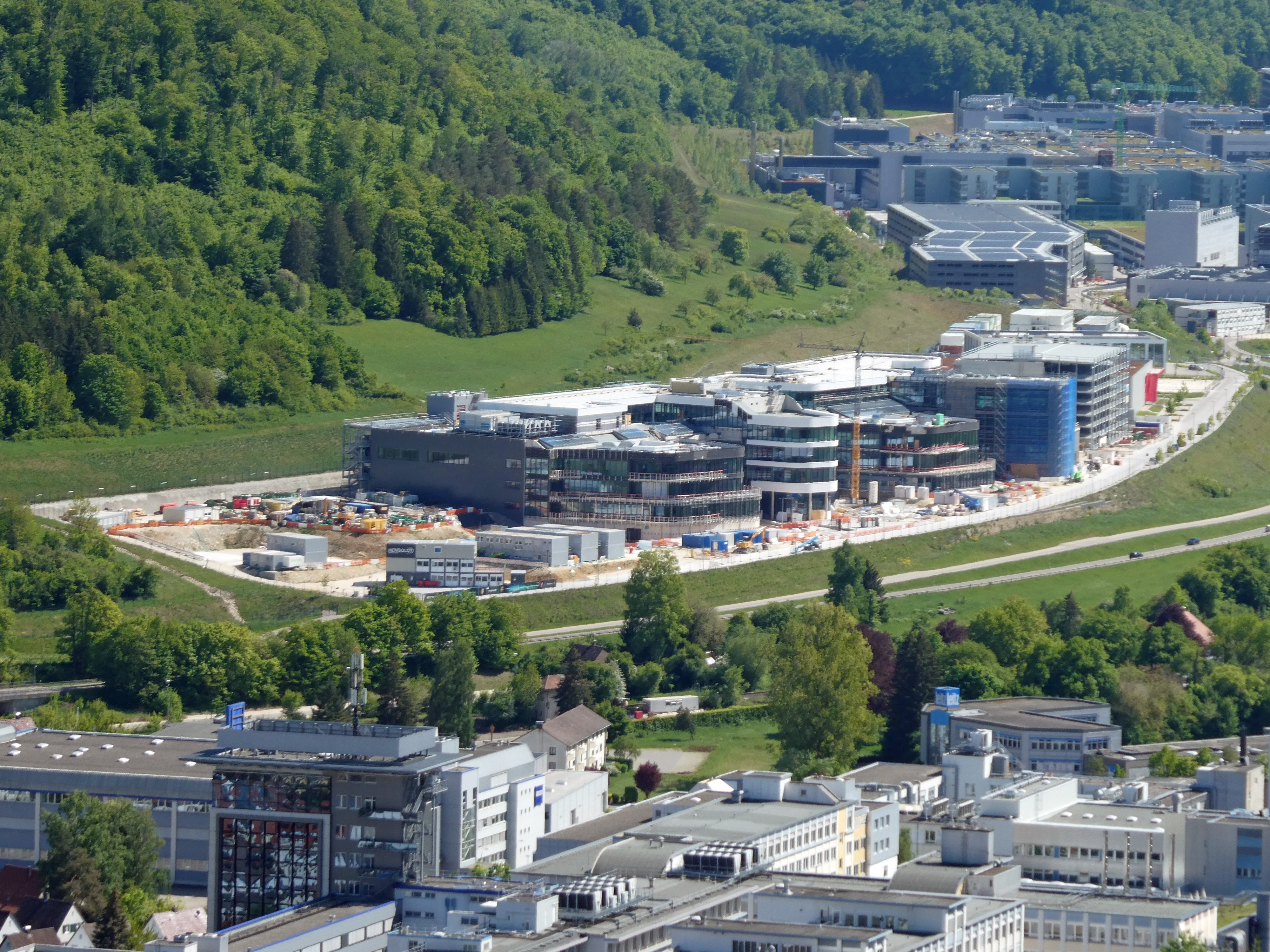
Neubau der Hensoldt Optronics in Oberkochen (Mai 2025).

Zudem fertigt Hensoldt Visiere, Zieloptiken und optische Systeme für Handfeuerwaffen bis hin zu schweren Waffensystemen. Diese Systeme werden im Kampfpanzer Leopard 2, der Panzerhaubitze 2000, dem Transport- und Kampfhubschraubern NH90 und Tiger sowie im Modernisierungsprogramm Infanterist der Zukunft für die Infanterie und Panzergrenadiertruppe der deutschen Bundeswehr eingesetzt.
Produkte sind unter anderem EOTS, BAA, Spectus, NightOwl-Kamerafamilie, Sparrowhawk, PERI R17, PERI RTWL, ARGOS, GOSHAWK, SERO- und die OMS-Produktfamilie sowie MEOS, ALTAS, MILDS, AMPS, die Zieloptik (ZO) 4x30, das Reflexvisier RSA-S, IRV 600 und IRV 900.
Am 28. März 2023 erfolgte der Spatenstich für ein neues Werk der Hensoldt Optronics GmbH im Industriegebiet Süd III in Oberkochen. Die Investition beläuft sich auf rund 100 Millionen Euro.

### Avionik
Hensoldt bietet militärische und zivile Avioniksysteme. Im militärischen Bereich bietet das Unternehmen zum Beispiel Lageerfassungssysteme, militärische Missionscomputer und Flugschreiber für Hubschrauber und Kampfflugzeuge an. Kernprodukt ist das Piloten-Assistenzsystem Sferion, das einen sicheren Flugbetrieb bei schlechter Sicht ermöglicht.
Verschiedene Plattformen sind mit Avionik-Produkten von Hensoldt ausgestattet, u. a. die Kampfflugzeuge Eurofighter und Tornado, das Transportflugzeug Airbus A400M sowie diverse Hubschraubertypen wie etwa NH90 und Tiger. Im August 2017 hat Hensoldt die EuroAvionics GmbH, einen Anbieter ziviler Avionik für Hubschrauber und Drohnen, übernommen. Diese bietet zivil zertifizierte Avionikausrüstung für Hubschrauber mit Schnittstellen zu Avionik- und Sensorsystemen von Drittanbietern an. Zu den Produkten gehören Flugmanagementsysteme sowie Avionikcomputer und Autopilotsysteme, vor allem für Drohnen.
Produkte sind unter anderem die Sferion-Produktfamilie, Eu roNav7, EuroNav5, EuroNavNG, EasyTask, EasyWeigh und das Enhanced Reality System (ERS).

### Elektronische Kampfführung
Zum Produktportfolio von Hensoldt für die elektronische Kampfführung zählen Systeme zur Erfassung und Auswertung von Radar- und Funksignalen sowie Störsysteme (sogenannte Jammer), die u. a. dem Schutz von Konvois oder einzelnen Fahrzeugen gegen improvisierte Bomben (IED) dienen. Hensoldt bietet zudem elektronische Selbstschutzsysteme von Flugzeugen und Hubschraubern gegen Raketenangriffe an. Das Unternehmen hat MUSS, ein einsatzfähiges, elektronisches Schutzsystem für Panzerfahrzeuge entwickelt. Mit diesem wird zum Beispiel der Schützenpanzer Puma der Bundeswehr ausgerüstet.
Produkte sind unter anderem Sensoren und Systeme für die elektronische Kampfführung, wie zum Beispiel ALTAS-2QB, EuroDASS Praetorian, MILDS und MUSS.

## Kontroversen & Kritik am Unternehmen
Im Oktober 2018 verhängte die Bundesregierung unter Berufung auf die Ermordung von Jamal Khashoggi ein Embargo über Waffenexporte nach Saudi-Arabien. Im September 2022 wurde darüber berichtet, dass Hensoldt trotz des Regierungsembargos weiterhin Waffen an die arabische Nation verkaufte. Das Unternehmen nutzte dazu seine Tochtergesellschaften in Großbritannien, Frankreich und Südafrika, da die ausländischen Niederlassungen nicht dem deutschen Waffenembargo unterworfen waren. Darüber hinaus hatte Hensoldt als Subunternehmer gehandelt und Komponenten an spanische und französische Hersteller geliefert, die die Waffenexporte nach Saudi-Arabien fortsetzten. Bereits 2019 hatte das Unternehmen einen Deal zur Gründung eines Joint Ventures mit dem staatlichen Waffenhersteller Saudi Arabian Military Industries (SAMI) geschlossen.

## Standorte
Deutschland:
- Taufkirchen (Bayern)
- Fürstenfeldbruck (Bayern)
- Oberkochen (Baden-Württemberg)
- Immenstaad (Baden-Württemberg)
- Ulm (Baden-Württemberg)
- Aalen (Baden-Württemberg)
- Pforzheim (Baden-Württemberg)
- Köln (Nordrhein-Westfalen)
- Berlin (Berlin)
- Wetzlar (Hessen)
- Kiel (Schleswig-Holstein)

Europa:
- Enfield (England)
- Wien (Österreich)
- Madrid (Spanien)
- Tampere (Finnland)
- Massy (Frankreich)
- Toulouse (Frankreich)
- Plaisir (Frankreich)

Weltweit:
- Vienna (Virginia) (USA)
- Santiago de Chile (Chile)
- São Paulo (Brasilien)
- Pretoria (Südafrika)
- Kapstadt (Südafrika)
- Irene (Südafrika)
- Ankara (Türkei)
- Riad (Saudi-Arabien)
- Abu Dhabi (Vereinigte Arabische Emirate)
- Bengaluru (Indien)
- Singapur
- Seoul (Südkorea)
- Canberra (Australien)
- Williamtown (Australien)[31]